# Gerra (Verzasca)

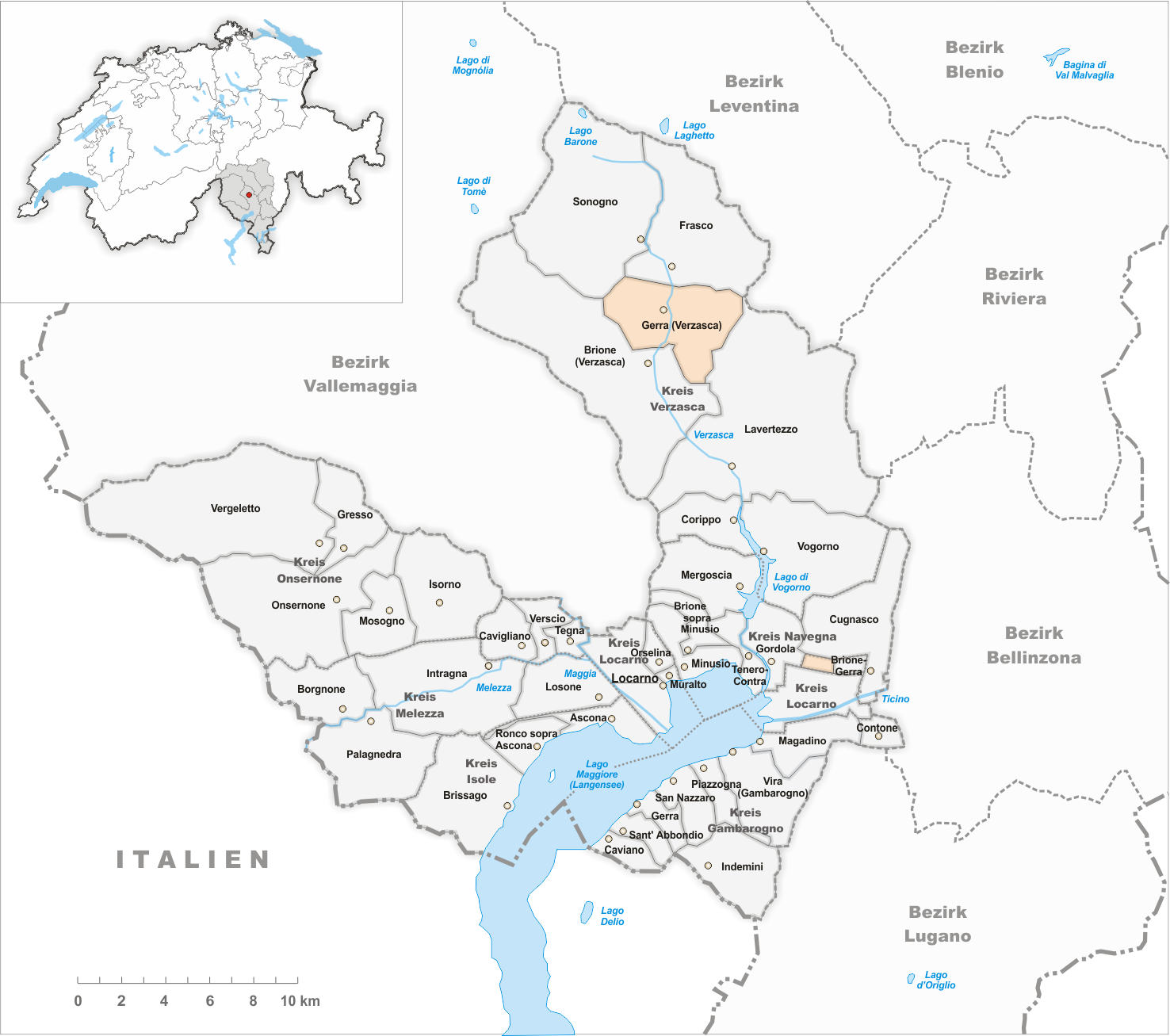
Gemeindestand vor der Fusion am 19. April 2008

Gerra (Verzasca) ist eine Fraktion der politischen Gemeinde Cugnasco-Gerra im Kreis Navegna im Bezirk Locarno des Kantons Tessin in der Schweiz.

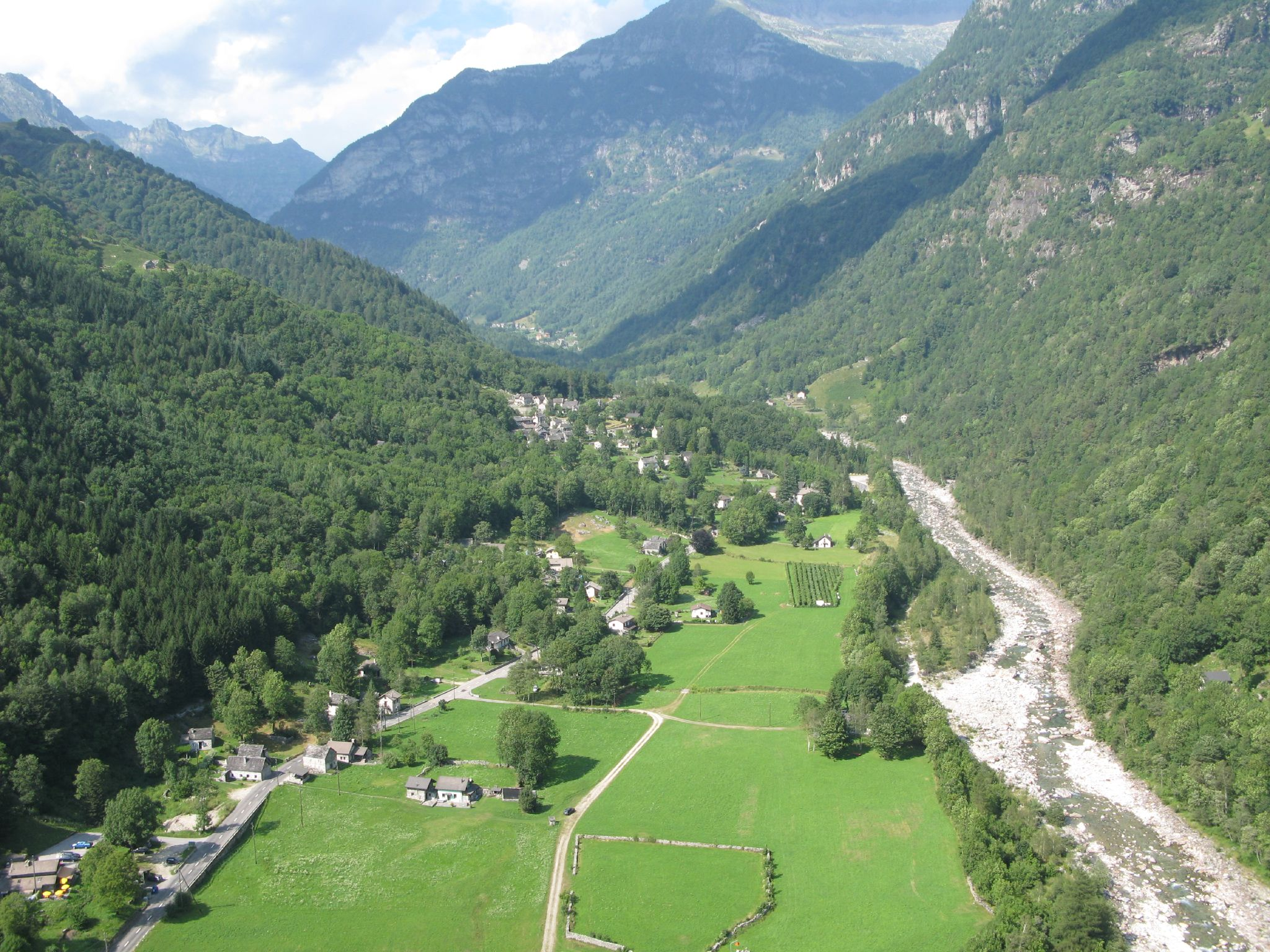
Gerra (Verzasca)

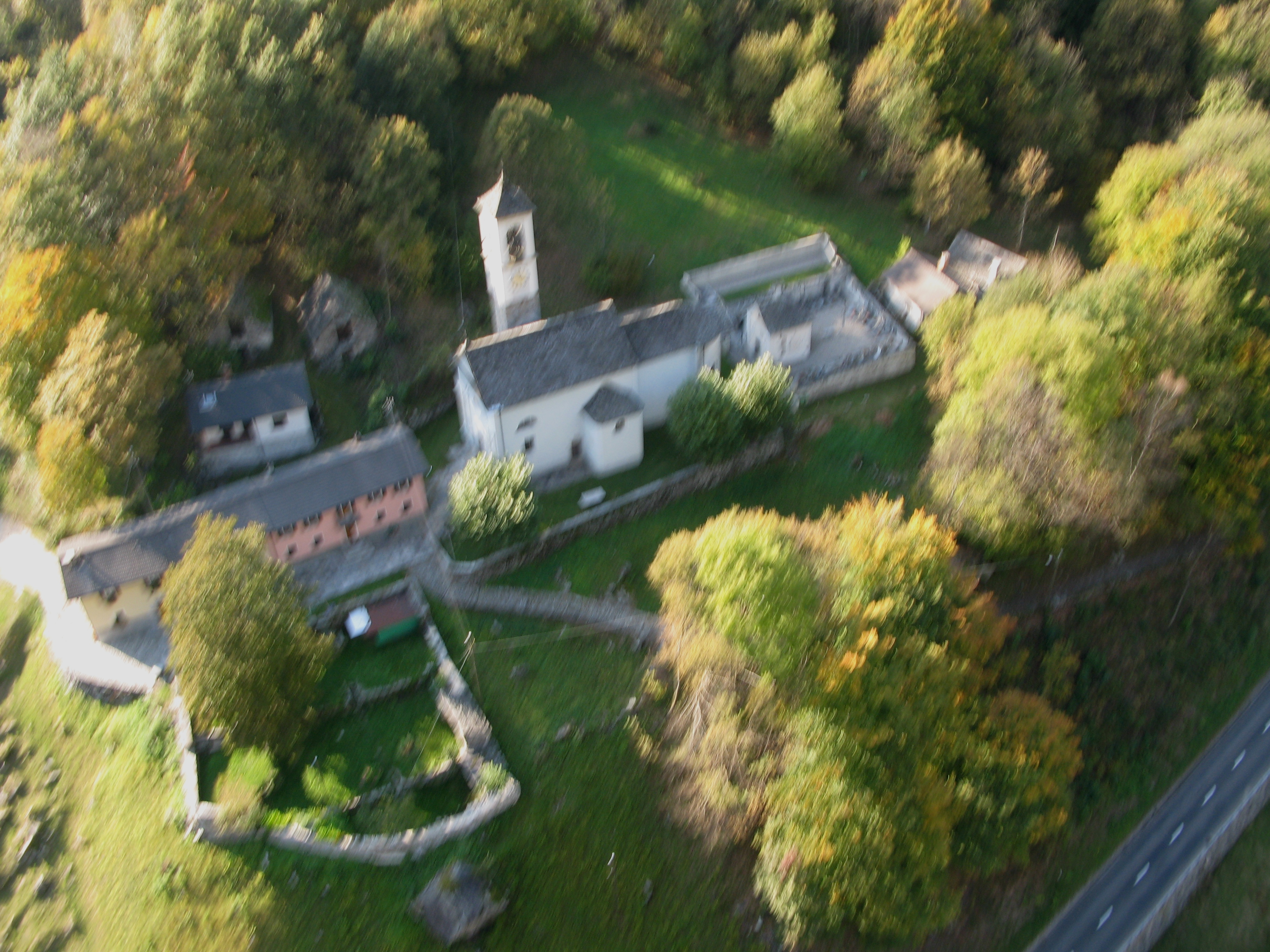
Pfarrkirche Gerra (Verzasca)

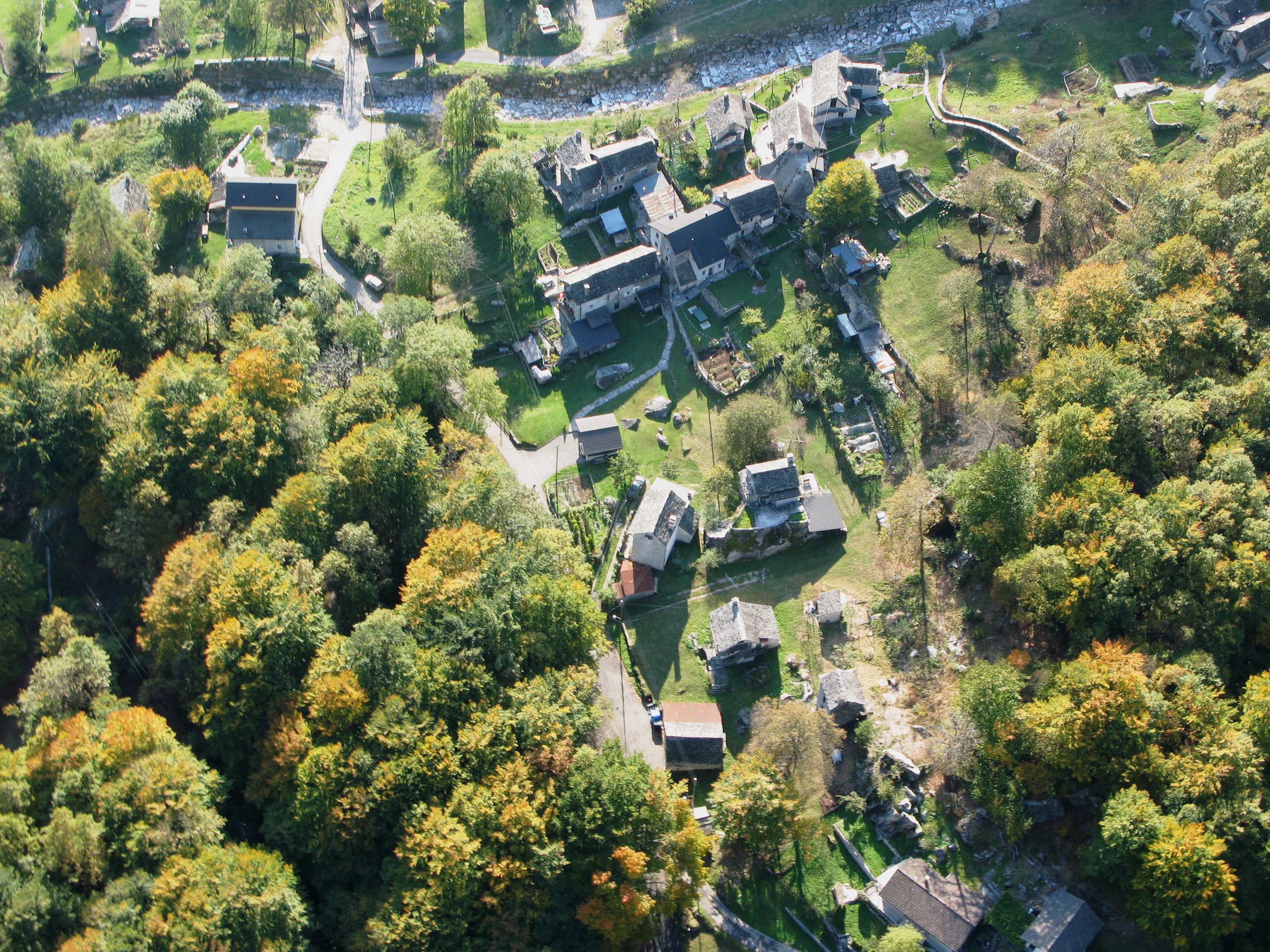
Gerra (Verzasca), Fraktion Ciòss

## Geographie
Gerra (Verzasca) liegt im Valle Verzasca am Bergfluss Verzasca und ist umgeben von Kastanienwäldern.

## Geschichte
Das Dorf wird erstmals in dem am 10. Juli 1411 dem Herzog von Savoyen geleisteten Treueid erwähnt. 1913 wurde hier eine Bronzeaxt gefunden. Gerra war ehemals eine squadra der grossen vicinìa des Verzascatals, dann der Gemeinde Brione (Verzasca). Es wurde von der letzteren am 18. Dezember 1852 abgelöst, um eine selbständige Gemeinde zu bilden.
Kirchlich ist es seit etwa 1740 eine von Brione abgetrennte Unterpfarrei. Erste Erwähnung der Kirche 1709. Das alte Gebäude wurde am 26. August 1817 von einem Erdrutsch weggetragen; die heutige Kirche stammt von 1819. Am 25. August 1924 zerstörte ein Bergsturz den Weiler Contaselo, der etwa 10 Häuser zählte. 
2004/2005 scheiterte eine Fusion von Gerra Piano und Gerre di Sotto (einem Teil der Stadt Locarno) mit Cugnasco zur Gemeinde Cugnasco-Gerre. Die bis dahin selbstständige Gemeinde wurde auf den 20. April 2008 mit Cugnasco zur neuen Gemeinde Cugnasco-Gerra fusioniert. Damit wurde die zu Gerra gehörende Exklave Gerra Piano in der Magadinoebene mit dem Siedlungsgebiet von Cugnasco verbunden.
Gerra (Verzasca) bildet aber nach wie vor eine eigenständige Bürgergemeinde.

## Bevölkerung
Einwohnerzahlen: Volkszählungsdaten
Die überwiegende Bevölkerungsmehrheit (2007: circa 1000 Personen) der früheren Gemeinde lebte in der Exklave Gerra Piano in der Magadinoebene.

## Sehenswürdigkeiten
- Pfarrkirche San Giovanni Evangelista[4][5]
- Schalenstein oder Zeichenstein im Ortsteil Piagn di Mòtt (950 m ü. M.)[6]

## Persönlichkeiten
- Kathrin Rüegg (1930–2011), eine Schweizer Buchautorin und Fernsehmoderatorin im deutschen SWR Fernsehen